# Семь чудес Португалии
Семь чудес Португалии (порт. Sete Maravilhas de Portugal) — список культурных объектов Португалии, отобранных в 2007 году в результате конкурса, объявленного министерством культуры Португалии и проведённого компаниями Y&R Brands S.A. и Realizar S.A.
Изначально на конкурс были институтом IGESPAR (Португальский Институт Архитектурного Наследия) выдвинуты 793 Национальных монумента Португалии. В первом туре комиссия экспертов отобрала 77 из них. Затем был отобран 21 финалист в четырёх различных категориях.
7 декабря 2006 года начались выборы, которые продолжались шесть месяцев. Население могло голосовать в интернете, по телефону и посредством отправки смс-сообщений. 7 июля 2007 года на стадионе Да Луж в Лиссабоне были оглашены результаты выборов, одновременно с результатами проекта Новые семь чудес света. 

## Семь чудес Португалии
| Номер | Название                    | Расположение                   | Фотография |
| ----- | --------------------------- | ------------------------------ | ---------- |
| 1     | Замок Гимарайнш, X-XIII вв. | Гимарайнш, Брага               |            |
| 2     | Замок Обидуш, 1195          | Обидуш, Лейрия                 |            |
| 3     | Монастырь Баталья, 1385     | Баталья, Лейрия                |            |
| 4     | Монастырь Алкобаса, 1153    | Алкобаса, Лейрия               |            |
| 5     | Монастырь иеронимитов, 1502 | Санта-Мария-де-Белен, Лиссабон |            |
| 6     | Дворец Пена, 1838           | Синтра                         |            |
| 7     | Башня Белен, 1521           | Санта-Мария-де-Белен, Лиссабон |            |

## Прочие финалисты
- Замок Алмоурол
- Замок Марван
- Конвенту-де-Кришту
- Дворец Мафра
- Крепость Сагриш
- Замок Монсараж
- Церковь святого Франциска (Порту)
- Церковь Клеригуш
- Герцогский дворец в Вила-Висоза
- Коимбрский университет
- Дворец Матеуш
- Дворец Келуш
- Конинбрига
- Римский храм в Эворе